# Konrad von Maurer
Konrad von Maurer, född 29 april 1823 i Frankenthal, död 16 september 1902 i München, var en tysk rättshistoriker. Han var son till Georg Ludwig von Maurer.
Med anledning av sitt förstlingsarbete, Über das Wesen des altesten Adels der deutschen Stämme in seinem Verhältniss zur gemeinen Freiheit, erhöll Maurer 1847 en extra ordinarie professur, som 1855 blev ordinarie, vid Münchens universitet. Under en tid föreläste han såväl över gällande tysk rätt som över tysk rättshistoria och fornnordisk rätt. Från 1868 begränsade han emellertid med universitetsmyndigheternas samtycke området för sina föreläsningar till den fornnordiska rätten och intog därefter, till dess han 1888 erhöll avsked, den vid ett tyskt universitet enastående ställningen som professor i nordgermansk rättshistoria. 
Valet av ämne för hans första ovan omtalade avhandling skedde tydligen under inflytande av intryck från faderns intressevärld och i överensstämmelse med en betydelsefull tidsriktning inom den tyska rättsvetenskapen. Den germanska rättshistoriska forskningen omfattades med nyväckt iver och var i uppsving, driven av framstående forskare, av vilka kan nämnas Karl von Richthofen, Carl Gustav Homeyer och Jacob Grimm, alla tre Maurers lärare. Av synnerligt stor betydelse för utbildningen av hans metod blev hans kontakt med den sistnämnde, då den inspirerade honom att skaffa sig den filologiska utbildning, som vid sidan av de juridiska kunskaperna är en nödvändig förutsättning vid arbetet med de tidiga germanska rättskällorna. 
Maurers metod fick med tiden en alltmer analytisk-filologisk karaktär och han övergick därigenom till att utföra ingående specialundersökningar. Till en början valde han den anglosachsiska rätten till sitt specialområde, men sedan han belyst den med några mycket uppmärksammade avhandlingar, övergick han till ett annat arbetsfält, den nordiska rättens. Han har själv förklarat, att han vid denna övergång handlade i enlighet med de anvisningar, som Grimm och Wilda lämnat i sina arbeten, där de visat betydelsen av de nordiska rättskällorna för tolkningen av de gamla tyska. Maurer vände sig först till den isländska rätten och utgav Die Entstehung des isländischen Staates und seiner Verfassung (1852). Hans studier förde honom även tillbaka till den för den isländska grundläggande norska historien, som han behandlade i det utmärkta arbetet Die Bekehrung des norwegischen Stammes zum Christenthum (1855-56). Hans intresse för Island förmådde honom att 1858 på, ort och ställe studera förhållandena, varvid han tillvaratog kvarlevande sägner, som han utgav. Till den isländska tusenårsfesten utgav han som en högtidsskrift Island von seiner ersten Entdeckung bis zum Untergange des Freistaats (1874).
I en lång rad undersökningar behandlade han västnordiska rättskällor. Bland dessa arbeten kan nämnas artiklarna om Grágás och Gulatingslagen i Johann Samuel Ersch och Johann Gottfried Grubers encyklopedi (1864-78). Många uppsatser, de flesta tryckta i Münchenakademiens handlingar, ägnade han även åt utredningen av olika institut inom den gamla västnordiska rätten, till exempel Die Freigelassenen nach altnorwegischem Rechte (1878), Die unechte Geburt nach altnordischem Rechte (1883), Das Verdachtzeugnis des altnorwegischen Rechtes (1883). Andra undersökningar ha ett mera filologiskt eller litteraturhistoriskt intresse, till exempel Über die Ausdrücke altnordische, altnorwegische und isländische Sprache (1867), ett inlägg till norrmännens förmån i den pågående striden om de nordiska folkens andel i den gamla litteraturen, och Die Entstehung der altnordischen Götter- und Heldensagen (1879).
Efter Maurers död utgav Videnskabsselskabet i Kristiania hans efterlämnade föreläsningsmanuskript under den vilseledande titeln "Vorlesungen über altnordische Rechtsgeschichte" (fem band, 1907-10). Rätteligen borde det i stället för "altnordische" stå "altwestnordische", då svensk och dansk rätt, som ju dock måste erkännas tillhöra den fornnordiska rätten, inte behandlas i framställningen. Endast i mindre grad gjorde han den gamla östnordiska rätten, det vill säga den svenska och danska, till föremål för undersökningar. Till svensk rättshistoria hör dock hans skarpsinniga skrift Das älteste Hofrecht des Nordens (1877), tillägnad Uppsala universitet vid dess 400-årsfest, liksom även hans redan tidigare på tyska tryckta, men sedermera i omarbetad form på danska utkomna Udsigt over de nordgermanske retskilders historie (1878) behandlar även de svenska och danska rättskällorna. 
Maurer bedrev även en mycket betydelsefull verksamhet, som anmälare av litteratur inom den germanska rättshistoriens olika områden, särskilt det nordiska. I hans anmälningar påträffar man ofta självständiga vetenskapliga iakttagelser och utredningar. Han var en av den germanska rättshistoriens mästare. Han var även en framstående förespråkare för isländsk och norsk självtändighet. Han blev ledamot av Vitterhets-, historie- och antikvitetsakademien 1872, av Vetenskapssocieteten i Uppsala 1878 och Vetenskaps- och vitterhetssamhället i Göteborg 1885.